# Størmerfjellet
Der Størmerfjellet ist ein 1298 Meter hoher Berg des Svalbard-Archipels im Arktischen Ozean.

## Entstehung des Namens
Der Størmerfjellet wurde nach dem norwegischen Mathematiker und Geophysiker Frederik Carl Mülertz Størmer (1874–1957) benannt. Der Name wurde von dem Geologen Walter Brian Harland (1917–2003) vorgeschlagen, als er 1952 eine Karte von Spitzbergen herausgab.

## Lage und Umgebung
Der Størmerfjellet liegt im Nordosten der Hauptinsel Spitzbergen im Südwesten von Ny-Friesland. Er befindet sich unmittelbar östlich des Austfjorden, des südlichen Teils des Wijdefjorden, und ist eingeschlossen von den beiden Gletschern Smutsbreen und Cambreen.